# Ammodendron maxima
Ammodendron maxima là một loài thực vật có hoa trong họ Đậu. Loài này được (Fernald) A. Heller miêu tả khoa học đầu tiên năm 1910.